# Parque Nacional Neusiedler See-Seewinkel
O Parque Nacional Neusiedler See-Seewinkel (em alemão:  Nationalpark Neusiedler See-Seewinkel) é um parque nacional no leste da Áustria. O parque estende-se por uma área de 97 quilómetros quadrados da província de Burgenland e protege partes do lago mais a oeste da estepe da Eurásia.